# Роберт Містрік
Роберт Містрік (словац. Robert Mistrík; 13 серпня 1966, Банська Бистриця) — словацький хімік, вчений, підприємець і політик. Кандидат на посаду Президента Словацької Республіки у 2019 році.

## Біографія
Він вивчав аналітичну хімію у Словацькому технічному університеті у Братиславі (1991), отримав ступінь доктора у Віденському університеті (1994). Містрік був науковим співробітником Національного інституту стандартів і технологій в Ґейтерсбурзі, штат Меріленд (США). У 1998 році він повернувся до Словаччини, заснував компанію HighChem. Член міжнародної організації «Метаболоміка», він також був членом Американського хімічного товариства.
У 2009 році він став одним із співзасновників партії «Свобода і солідарність».
Нагороджений Хрестом Прібіни 1 класу.
Одружений, має двох синів.